# Diddl
Diddl je junak stripov, ki ga je leta 1990 ustvaril nemški risar Thomas Goletz. Diddl je bel mišek skakač z velikimi ušesi in še večjimi stopali, ki mu omogočajo dolge skoke. Diddl in njegovi prijatelji so upodobljeni na različnih vrstah izdelkov kot so šolske potrebščine, plišaste igrače, konfekcija in igrače. Avtorske pravice so last podjetja Depesche iz Nemčije.
Diddl je izjemno priljubljen v Avstriji in Nemčiji, skupaj s sorodnimi junaki ga je moč najti v skoraj vsaki trgovini. V nemškem jeziku izhaja tudi mesečna revija Diddl Käseblatt.
Diddlovi ima veliko prijateljev in sorodnikov, med njegovimi najboljšimi prijatelji pa so: Diddlina (miška), Pimboli (medo), Galupy (konj), Mimihopps (zajčica), Bibombl (kuža), Milimits (muca) in Wollywell & Vanillivi (ovčki).